# トランペット (人工衛星)

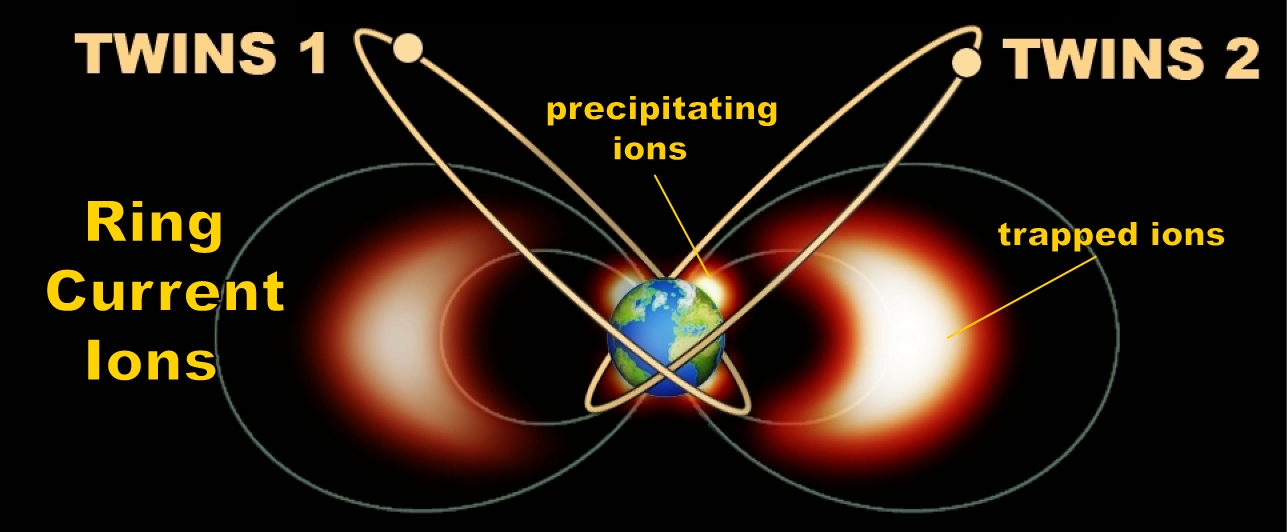
NASAによる地球磁場観測センサーTWINS1,2の軌道配置図。これらはそれぞれトランペット第2世代衛星、USA-184(トランペット4)、USA-200(トランペット5)に搭載されている。軌道周期は正確に0.5恒星日であり、1恒星日ごとに地球上の同じ地点の天頂を通過する。

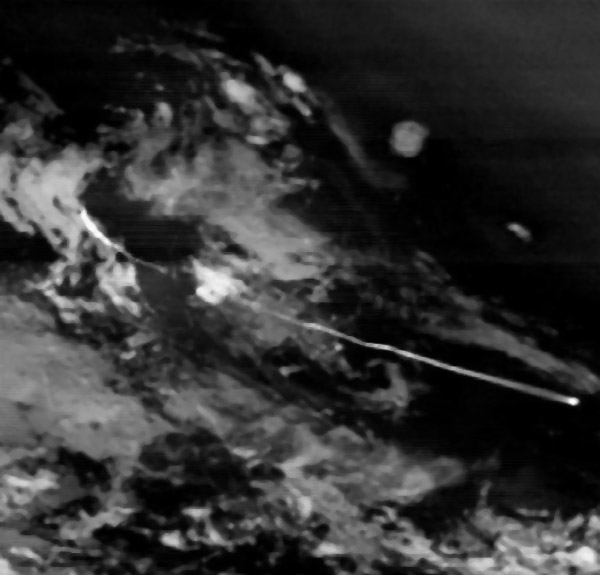
USA-200(トランペット5)に搭載された SBIRS-HEO-2 センサーが Delta II ロケットの発射時の赤外線画像を雲を透過して捉えている。

トランペット（英: TRUMPET）は、アメリカ国家偵察局 (NRO)が運用中の、モルニヤ軌道(Molniya orbit)を周回するアメリカ合衆国のシギント（信号諜報）偵察衛星(スパイ衛星)のシリーズである。より古いモルニヤ軌道周回型のシギント衛星であるジャンプシート衛星をリプレースするために1990年代から打上げられている。

## 名称
このシリーズに属すると推定されている衛星の正式名称は米国政府から公表されたことはなく、トランペットという名称は、何らかの漏れ情報、伝聞情報に基づいて民間の軍事アナリストやアマチュア観測者達が便宜的につけた呼称である。軍事アナリストからは「発展型ジャンプシート」(Advanced Jumpseat) 、あるいはJEROBOAMと呼ばれる場合もある。
2013年8月30日にワシントン・ポスト紙は、エドワード・スノーデンがリークした資料の中に含まれていた米国政府の諜報プログラムの2013会計年度予算の米国議会への予算説明書 (National Intelligence Program - FY 2013 Congressional Budget Justification) から、今まで謎に包まれていた米国の諜報活動に関する新たな事実が判明したと報じた。
この資料の中には複数のスパイ衛星の名称が記述されており、トランペット・シリーズ衛星の正式名称は Raven である可能性が高くなった。
このリーク資料の一部はCryptomeで閲覧可能である。

## 第1世代衛星
このシリーズの衛星は、1994年から1997年までに、USA-103、USA-112、USA-136の3基がケープカナベラル空軍基地（Cape Canaveral AFS：フロリダ州ケープカナベラル）からタイタンIV-AまたはタイタンIV-Bロケットを使用して打上げられ、上段に追加されたセントールロケットによってモルニヤ軌道に投入されている。
アマチュア観測者達は、タイタンIV-B / セントールロケットの衛星投入能力から考えて、衛星の質量は5,200 kgから6,000 kg程度であるとしている（ただし、タイタンIV-Bの地球低軌道(LEO)への投入能力21,680kgを基準に考えると、モルニヤ軌道を含む長楕円軌道(HEO)への投入能力はその約39%の8,450kgに達する計算になる）。
また報道によれば、地上の通信波を傍受するために、直径150m程度に達する非常に大きな受信アンテナを持つとされている。
この巨大な受信アンテナは細い金属製ワイヤーの網でできており、打ち上げ時は折りたたまれて、衛星本体とともにフェアリングに収納され、宇宙空間で展開される。
これら衛星の製造メーカーは公表されていないが、ボーイング社ではないかと考えられている。
アマチュア観測者達のレポートでは、2017年現在、これら3基全ての衛星の運用用の軌道は維持されており、運用可能状態にあるものと推定されている。

## 第2世代衛星
第1世代衛星の最後の打上げから9年近く経過して、USA-184が2006年6月28日にデルタ IVロケットMedium+(4,2)構成(フェアリング直径4m、補助ロケット2基)を用いてヴァンデンバーグ空軍基地(カリフォルニア州)から打上げられ、モルニヤ軌道に投入された。続いて、USA-200が2008年3月13日にアトラス Vロケット 411構成(フェアリング直径4m、補助ロケット1基、セントール・シングルエンジン)を用いて、同じくヴァンデンバーグ空軍基地からが打上げられ、モルニヤ軌道に投入された。これら2基の衛星は、投入軌道から考えて、トランペット第1世代衛星の代替を意図したものと考えられている。
軍事ウォッチャー達は、打上げロケットの衛星投入能力から考えて、この2基の衛星の質量は第1世代衛星より軽い3,900 kgから4,500 kg程度であると推測しており、これは電子技術の発達に伴って、受信アンテナを第1世代衛星より小型軽量化することが可能になったためではないかと考えている。
これらの衛星の製造メーカーは引き続き公表されていないが、第1世代衛星と同じくボーイング社ではないかと考えられている。特にUSA-184は、ボーイング社が直接打上げを行っており、これはこの予測を支持する事実と考えられる。
なお、第1世代衛星に無いこれら2基の衛星の特徴として、シギント用ペイロードの他に2つの2次的測定装置を搭載している。1つは SBIRS弾道ミサイル早期警戒衛星システムの高高度部分(SBIRS-HEO)を構成するためのSBIRS-HEO赤外線ミサイル探知システムであり、もう1つはNASAの磁気圏の科学的観測プログラムであるTWINS の1部を構成する TWINS測定システムである。

## 第3世代衛星
第2世代衛星の最後の打上げから6年以上経過して、USA-259が2014年12月13日に、続いて、USA-278が2017年9月24日に、それぞれ、アトラス V 541構成(フェアリング直径5m、補助ロケット4基、セントール・シングルエンジン)を用いてヴァンデンバーグ空軍基地から打上げられ、モルニヤ軌道に投入された。これら2基の衛星は、投入軌道から考えて、トランペット第2世代衛星の後続衛星ではないかと考えられている。
アトラス V 541ロケットの衛星投入能力は第2世代衛星の打上げロケットより明らかに大きく、第3世代衛星の質量は第2世代衛星の約1.5の6,700kgに達すると計算される。この質量の増加は、受信アンテナの大きさが第2世代衛星よりは大きくなっていることを意味する可能性が高いものと思われる。なお、第3世代衛星の搭載機器は第2世代衛星のものと90%くらい異なっているとの、米国政府筋からの情報がある。
第3世代衛星は第2世代衛星と同様に、SBIRS弾道ミサイル早期警戒衛星システムの高高度部分(SBIRS-HEO)を構成するためのSBIRS-HEO赤外線ミサイル探知システムを搭載している。

## 打上記録
| 通称        | USA番号 NROL番号 COSPAR ID | 打上げ日       | 打上げロケット     | 打上げサイト | 近点高度 遠点高度 軌道傾斜角 | 備考                                                   |             |
| 第1世代衛星 | 第1世代衛星                | 第1世代衛星    | 第1世代衛星        | 第1世代衛星  | 第1世代衛星                  | 第1世代衛星                                            | 第1世代衛星 |
| ----------- | -------------------------- | -------------- | ------------------ | ------------ | ---------------------------- | ------------------------------------------------------ | ----------- |
| Trumpet 1   | USA-103 N/A 1994-026A      | 1994年3月3日   | タイタン IV (401)A | CCAFS SLC-41 |                              |                                                        |             |
| Trumpet 2   | USA-112 N/A 1995-034A      | 1995年7月10日  | タイタン IV (401)A | CCAFS SLC-41 |                              |                                                        |             |
| Trumpet 3   | USA-136 NROL-4 1997-068A   | 1997年11月8日  | タイタン IV (401)A | CCAFS SLC-41 |                              |                                                        |             |
| 第2世代衛星 |                            |                |                    |              |                              |                                                        |             |
| Trumpet 4   | USA-184 NROL-22 2006-027A  | 2006年6月28日  | デルタ IV M+(4,2)  | VAFB SLC-6   | 1138km 39210km 63.2°         | SBIRS HEO-1 および TWINS-1 ペイロードを搭載            |             |
| Trumpet 5   | USA-200 NROL-28 2008-010A  | 2008年3月13日  | アトラス V 411     | VAFB SLC-3E  | 1112km 35780km 63.6°         | SBIRS HEO-2 および TWINS-2 ペイロードを搭載            |             |
| 第3世代衛星 |                            |                |                    |              |                              |                                                        |             |
| Trumpet 6   | USA-259 NROL-35 2014-081A  | 2014年12月13日 | アトラス V 541     | VAFB SLC-3E  | 1143km 39211km 63.3°         | SBIRS HEO-3 ペイロードを搭載                           |             |
| Trumpet 7   | USA-278 NROL-42 2017-056A  | 2017年9月24日  | アトラス V 541     | VAFB SLC-3E  | 1757km 38598km 63.6°         | SBIRS HEO-4 ペイロードを搭載しているものと推定される。 |             |

CCAF：ケープカナベラル空軍基地

SLC-41:ケープカナベラル空軍基地第41発射施設

VAFB：ヴァンデンバーグ空軍基地

SLC-6:ヴァンデンバーグ空軍基地第6発射施設

SLC-3E:ヴァンデンバーグ空軍基地第3発射施設